# Le Mirabeau
Résidence Le Mirabeau är ett höghus som ligger på 1 Avenue Princesse Grace alternativt 2 Avenue des Citronniers i Monaco. Den är den tionde högsta byggnaden tillsammans med Le Monte-Carlo Sun och Park Palace inom furstendömet och är 81 meter och har 26 våningar.
Byggnaden uppfördes 1973 av Caroli Group för att vara ett lyxhotell med namnet Hôtel Mirabeau och som drevs av det statliga tjänsteföretaget Société des bains de mer de Monaco. 2004 genomgick hotellet och byggnaden en renovering med hjälp av arkitekterna Ivan Brico och Ange Pecoraro. Redan i december 2007 stängdes hotellet och byggnaden genomgick en ytterligare renovering, den här gången av J.B. Pastor & Fils och med syftet att göra om hotellbyggnaden till ett serviceinriktat bostadshus på uppdrag av de brittiska ägarna och tvillingparet David och Frederick Barclay. Le Mirabeau stod klar för inflyttning under 2010.
Ungern har sitt generalkonsulat i byggnaden.